# Statesboro Blues
Statesboro Blues è una canzone blues in Do, scritta da Blind Willie McTell.
Il titolo si riferisce alla città di Statesboro, che si trova in Georgia (USA).
McTell incise questa canzone il 17 ottobre 1928, utilizzando parte del testo di una registrazione del 1923 del brano Up the Country Blues fatta da Sippie Wallace, brano che in seguito fu reso più popolare dai Canned Heat con il titolo di Goin' Up the Country.
Il brano è stato ripreso da molti artisti, incluso Taj Mahal.

## Versione degli Allman Brothers
Una delle versioni più famose del brano è quella realizzata dai The Allman Brothers Band, registrata nel famoso concerto al Fillmore East del 1971 e poi inserita nello stesso anno nell'album At Fillmore East. Questa versione è resa celebre da Duane Allman, chitarrista del gruppo, che suona la slide guitar. Dopo la morte di Duane l'anno successivo in un incidente motociclistico, la performance venne anche inclusa nell'album Duane Allman: An anthology.